# Borexino

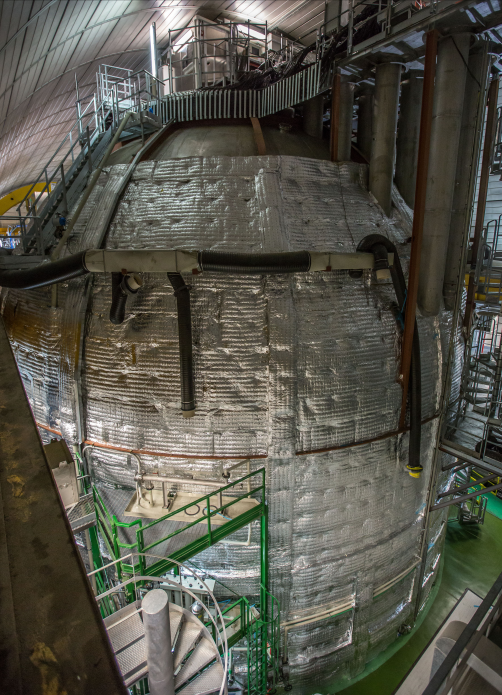
Il rivelatore Borexino nei Laboratori Nazionali del Gran Sasso nel settembre 2015.

Borexino è un esperimento scientifico volto allo studio dei neutrini solari a bassissima energia (sub-MeV) realizzato in Italia, presso i Laboratori nazionali del Gran Sasso (LNGS), nelle vicinanze dell'Aquila. L'esperimento è finanziato da un consorzio internazionale comprendente istituti di ricerca e università di vari paesi; i principali finanziatori sono l'Istituto nazionale di fisica nucleare (INFN) e la National Science Foundation (NSF). La collaborazione Borexino comprende attualmente tre Università italiane, altrettante sezioni dell'INFN più i LNGS, due laboratori russi, tre Università americane, tre tedesche, una polacca e una francese. Nel corso degli anni hanno fatto parte della collaborazione oltre 300 tra ricercatori e tecnici da 11 paesi.
Il 2020 segna il 30º anniversario della nascita di Borexino, ovvero dell'avvio delle attività relative. La proposta ufficiale dettagliata fu presentata nel 1991, la costruzione delle strutture del rivelatore è stata ultimata nel 2004, mentre la presa dati è iniziata nel 2007, al termine delle delicate fasi di riempimento.

## Descrizione
Il nome BOREXINO deriva da BOREX (BORon solar neutrino EXperiment), acronimo coniato per una proposta precedente che prevedeva la costruzione di un rivelatore impiegante 2 kT di uno scintillatore liquido contenente Boro (Trimetilborato). Nonostante la collocazione sotterranea e la schermatura prevista, il fondo di radioattività naturale del rivelatore richiedeva l'adozione di una soglia elevata, che consentiva di poter misurare solo una coda del flusso di neutrini solari prodotti dalla reazione di fusione coinvolgente il Boro-8 (8B), che a loro volta costituiscono solo una piccola parte del flusso totale dei neutrini emessi dal Sole. L'idea fu perciò scartata quasi subito e sostituita da quella di un rivelatore con un fondo estremamente basso, più piccolo ma più versatile, impiegante 300 tonnellate di un diverso tipo di scintillatore liquido. Da qui l'adozione del diminutivo "Borexino" come nome del progetto definitivo.
Il rivelatore è un calorimetro a scintillatore liquido, caratterizzato dalla più alta radio-purezza mai raggiunta fino ad oggi al mondo in un rivelatore di simili dimensioni.  Lo scintillatore è contenuto in una sfera di acciaio inossidabile sulla quale sono fissati i fotomoltiplicatori che permettono di rilevare i fotoni emessi quando un neutrino (o altra particella) interagisce con lo scintillatore. Tale sfera è circondata da un serbatoio (18 m di altezza per 16,9 m di diametro) contenente acqua ultra-pura, che ha lo scopo di schermare le radiazioni del fondo naturale esterno nonché di identificare i muoni dei raggi cosmici che riescono a penetrare la montagna sovrastante (tramite rivelazione per effetto Čerenkov).
I neutrini a bassa energia sono rivelati tramite lo scattering inelastico sugli elettroni dello scintillatore. L'energia di rinculo dell'elettrone (o del positrone) è convertita in luce di scintillazione che viene poi rivelata dai fotomoltiplicatori (PMT).
L'obiettivo principale dell'esperimento è effettuare una misura precisa del flusso di neutrini solari generati dalle reazioni termonucleari nel nucleo solare (tra cui la componente di neutrini del decadimento del Berillio-7) e confrontare le misure con le predizioni del Modello Solare Standard. Questo permetterà di migliorare la comprensione dei processi di fusione nucleare che avvengono nel nucleo del Sole, la sua composizione, opacità, distribuzione di materia, ecc. Aiuterà inoltre a determinare alcune proprietà delle oscillazioni dei neutrini, includendo l'effetto Micheev-Smirnov-Wolfenstein.
Gli altri obiettivi dell'esperimento sono la rivelazione dei neutrini solari generati dal Boro-8, dalla catena protone-protone e forse dei neutrini del ciclo CNO. Tramite la reazione di decadimento beta inverso sui protoni o nuclei di carbonio il rivelatore è sensibile anche agli antineutrini elettronici di bassa energia come i cosiddetti geo-neutrini, emessi dai decadimenti radioattivi che avvengono all'interno della Terra, e quelli prodotti dai reattori nucleari.  Borexino potrebbe inoltre essere in grado di rivelare i neutrini provenienti da supernovae nella nostra galassia, e appartiene alla rete globale Supernova Early Warning System. Borexino svolge anche ricerche per individuare eventuali processi rari e potenziali particelle ancora sconosciute.
Il progetto SOX, ormai annullato, avrebbe dovuto studiare la potenziale esistenza di neutrini sterili leggeri ed altri eventuali effetti anomali nella oscillazione di neutrini emessi da una sorgente posta a breve distanza.

## Risultati e cronologia del rivelatore

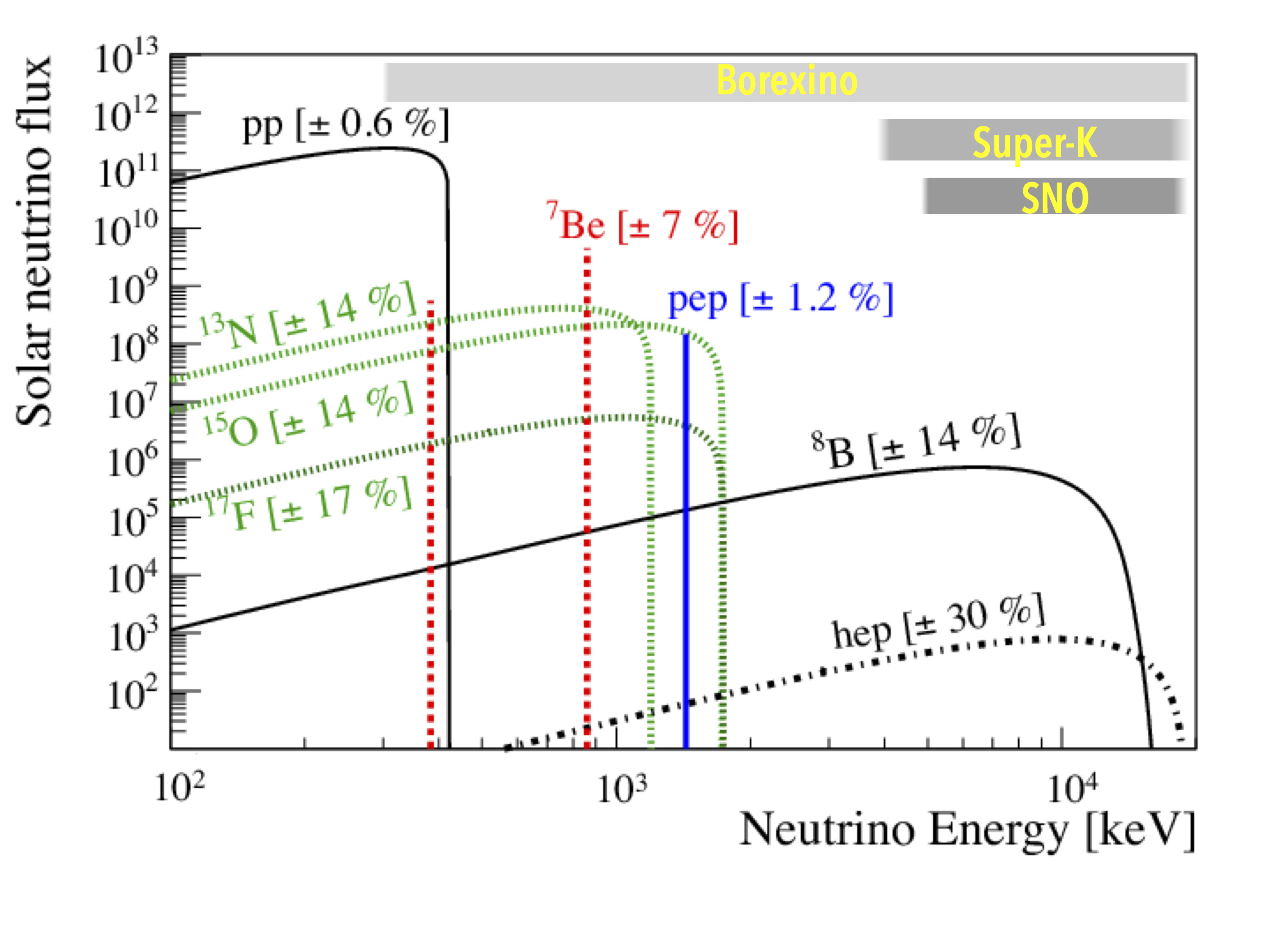
Le bande grigie confrontano le regioni di sensibilità dei tre telescopi di neutrini solari in grado di misurare l'energia degli eventi. Si noti che le previsioni dei modelli solari sono in scala logaritmica: Super-Kamiokande e SNO possono osservare circa lo 0,02% del totale, mentre Borexino è potenzialmente in grado di osservare ogni tipo di neutrino predetto.

- Nel 2007, Borexino cominciò a prendere dati operativi. Il progetto osservò neutrini solari, in tempo reale, per la prima volta in Agosto 2007. L'analisi dati continuò poi con dati nuovi fino al 2008.
- Nel 2010, si osservarono per la prima volta in Borexino geo-neutrini provenienti dall'interno della Terra[10]. Questi antineutrini vengono prodotti nei decadimenti nucleari dell'uranio, torio, potassio e rubidio, però Borexino può osservare solo quelli emessi nelle catene radioattive del 238U/232Th, grazie alla reazione di decadimento beta inverso a cui Borexino è sensibile. Nello stesso anno, si pubblicò la prima osservazione a bassa soglia (3 MeV) di neutrini solari provenienti dalla reazione del 8B. Inoltre furono svolti lavori di calibrazione con diverse sorgenti radioattive di bassissima attività, per fornire informazioni preziose sulla risposta esatta del rivelatore a stimoli molto ben conosciuti e controllati, vicini a quelli che si intendono studiare, causati da neutrini.
- Nel 2011, l'esperimento pubblicò una misura di precisione del flusso di neutrini solari del 7Be, l'obiettivo iniziale principale di Borexino. La prima osservazione diretta di neutrini della reazione pep fu pubblicata lo stesso anno.
- Nel 2012, l'esperimento pubblicò i risultati delle misure della velocità del fascio di neutrini inviato dal CERN, che risultarono compatibili con la velocità della luce. Si verificò anche una prolungata fase di purificazione dello scintillatore liquido, completata con successo e arrivando a livelli di radiopurezza mai raggiunti prima (fino a 15 ordini di grandezza, ovvero un biliardo di volte, sotto i livelli di fondo di radioattività naturale).
- Nel 2013, Borexino stabilì nuovi limiti sullo spazio dei parametri per i neutrini sterili. Un nuovo segnale di geo-neutrini fu osservato, da cui venne estratta informazione preziosa sulla radioattività naturale della crosta terrestre.
- Nel 2014, l'esperimento Borexino ha misurato direttamente e per la prima volta i neutrini primari dalla fusione protone-protone. Una volta che si tenga conto del fenomeno delle trasformazioni (dette in gergo oscillazioni) dei neutrini solari, descritte dalla teoria MSW, la misura di Borexino è consistente con le aspettative dei modelli solari. Questo risultato, reso possibile unendo competenze di fisica nucleare, astrofisica, fisica teorica e sperimentale, è una pietra miliare nella comprensione di come funziona il Sole, e dimostra la sua stabilità negli ultimi 10000-100000 anni. Si deve notare che altri rivelatori di neutrini di bassa energia precedenti (SAGE, GALLEX/GNO) avevano contato i neutrini sopra una certa soglia, ma non individuato i diversi flussi.
- Nel 2015, venne presentato un'analisi spettrale di geo-neutrini aggiornato con gli ultimi dati. Inoltre durante il 2015 fu installato un sistema molto versatile di Monitoraggio e Gestione della Temperatura di Borexino. È costituito dal Sistema di Sensori di Temperatura Latitudinale (LTPS), formato di più di 65 sensori, la cui installazione cominciò nel 2014; e il Sistema d'Isolamento Termico, che minimizza l'influenza termica dell'ambiente esterno sui fluidi interni a Borexino, grazie a uno spesso (20 cm) isolamento di lana minerale installato sulle pareti del Serbatoio Esterno. Più tardi nel 2015, Borexino fu in grado di fornire il limite più preciso disponibile al mondo per la non-conservazione della carica elettrica (tramite il decadimento dell'elettrone: e−→γ+ν).
- Nel 2017, Borexino pubblicò la prima misura spettrometrica di ampia banda dello spettro di neutrini solari, con le misure simultanee più precise per i flussi di neutrini del  7Be, pep e pp, in più estratte da una singola finestra energetica (190-2930 keV). Queste misure raggiunsero una precisione di fino al 2,7% (nel caso degli neutrini del Berillio-7) e stabilirono per la prima volta una conferma a 5σ della presenza di neutrini pep. Il limite sui ricercati neutrini CNO raggiunse lo stesso livello statistico dalle misure precedenti di Borexino (mantenendosi come il miglior limite disponibile), ma considerando presupposti meno forti: di conseguenza, il risultato è più robusto. La quantità di dati, molto ingrandita dopo anni di osservazione continuata, nuove tecniche di analisi dati e simulazioni informatiche Monte-Carlo all'avanguardia di tutto il rivelatore furono sviluppi imprescindibili per questi risultati. Inoltre fu pubblicata l'osservazione aggiornata di neutrini del 8B con dati delle Fasi I e II (2008-2016), raddoppiando la precisione della misura di questa componente degli neutrini solari su quella precedente, e accennando una leggera preferenza verso i Modelli Solari Standard di alta metallicità con tutti i dati di neutrini solari disponibili al momento. Una misura migliorata della sensitività alla modulazione stagionale del segnale di neutrini solari fu pubblicata nel 2017. Nello stesso anno, il miglior limite ottenuto tramite osservazione diretta del momento magnetico del neutrino fu stabilito dal team Borexino. Come atteso, un segnale di neutrini correlato con i segnali di onde gravitazionali GW150914, GW151226 e GW170104 fu escluso da Borexino, dentro della sua sensibilità.
- Nel Novembre 2020 viene pubblicato un articolo su Nature in cui vengono misurati per la prima volta i neutrini solari del Ciclo CNO[11]

## Progetto SOX
L'esperimento SOX (Short-distance Oscillations with boreXino, Oscillazioni di Corta distanza con Borexino in italiano), annullato a causa di insormontabili difficoltà tecniche, aveva lo scopo di confermare completamente, o smentire chiaramente, le cosiddette "anomalie dei neutrini": una serie di evidenze circostanziali sulla scomparsa di neutrini elettronici osservata negli esperimenti LSND e MiniBooNE, dai rivelatori di gallio GALLEX/GNO e SAGE, e di antineutrini elettronici provenienti da reattori nucleari.
Se avesse dimostrato l'esistenza di componenti sterili nei neutrini, SOX avrebbe aperto una nuova era nella fisica fondamentale e nella cosmologia. Un chiaro segnale della presenza di neutrini sterili significherebbe infatti la scoperta delle prime particelle oltre il Modello Standard Elettrodebole (BSM, ovvero Beyond the Standard Model), cosa che avrebbe implicazioni profonde nella comprensione attuale dell'Universo e della fisica delle particelle fondamentali. In caso contrario (assenza di segnale) avrebbe chiuso un dibattito di vecchia data sulla realtà delle anomalie di neutrini.  Ricercando possibilità di nuova fisica nelle interazioni tra neutrini di bassa energia, avrebbe fornito anche una misura più precisa del momento magnetico del neutrino, dell'angolo di Weinberg e di altri parametri fisici fondamentali.
Avrebbe inoltre costituito una splendida calibrazione in energia dello stesso rivelatore Borexino, molto utile per le misure di neutrini solari di alta precisione.
SOX avrebbe dovuto impiegare un potente (~150 kilo Curie) e innovativo generatore di antineutrini, composto da una sorgente Ce-144/Pr-144 (oppure di Cr-51, che avrebbe richiesto una misura molto più breve) dotata di una pesante schermatura attraversabile soltanto dai neutrini.  Tale generatore avrebbe dovuto essere posizionato al di sotto del serbatoio esterno di Borexino grazie ad un piccolo tunnel che fu appositamente realizzato prima della costruzione del rivelatore stesso, proprio in previsione di un eventuale futuro inserimento di sorgenti simili. In quella posizione, la sorgente di neutrini si sarebbe venuta a trovare a breve distanza (8.5 m) dal rivelatore interno.
L'esperimento avrebbe dovuto avere inizio nella prima metà del 2018 e raccogliere dati per circa due anni, durante i quali la sorgente avrebbe prodotto circa diecimila interazioni di neutrini all'interno del volume attivo di Borexino. Allo scopo di verificare le procedure di sicurezza ed ottenere i permessi finali prima dell'arrivo del generatore vero e proprio, nell'ottobre del 2017 fu effettuata con successo una prova di trasporto e di installazione nella sede prevista del generatore privo di materiali radioattivi al suo interno.

### Annullamento del progetto
L'inizio dell'esperimento era previsto per la prima metà del 2018. Nell'ottobre del 2017, in ottemperanza alle norme finali per l'inizio dell'esperimento, prima dell'arrivo della sorgente, fu effettuato con successo un test di trasporto ed installazione "in bianco" (senza materiale radioattivo).  A fine 2017 furono però resi noti degli insormontabili problemi tecnici durante la fabbricazione presso lo stabilimento di Majak dell'ossido di cerio destinato al generatore di antineutrini per SOX.  Tali problemi implicavano l'impossibilità di raggiungere il flusso di antineutrini richiesto, con una riduzione di un fattore 3 rispetto a quanto previsto. Questo spinse dapprima ad una revisione del progetto e della sua data d'inizio ed in seguito al suo definitivo annullamento, annunciato ufficialmente da CEA ed INFN all'inizio del febbraio 2018.
A seguito dell'annullamento di SOX gli obiettivi di Borexino per il 2018 e il 2019 furono rediretti al raggiungimento di una maggiore stabilità del rivelatore e, di conseguenza, di un livello ancora maggiore di radiopurezza, al fine di ottenere misure sui neutrini solari ancora più precise. Particolare enfasi fu posta sul tentativo (riuscito) di rivelare per la prima volta i neutrini provenienti dal ciclo CNO.